# ثرثار العالم القديم
تعد طيور الثرثارات من العالم القديم (timaliids) عبارة عن عائلة كبيرة من الطيور الجاثمة من العالم القديم. وهي متنوعة بشدة في الحجم والألوان، إلا أنها تتسم بالريش الرقيق والناعم. وهي عبارة عن طيور تنتمي إلى المناطق المدارية، حيث تتواجد أكبر تنوعاتها في جنوب شرق آسيا وشبه القارة الهندية. وتعد timaliids واحدة من مجموعتين غير متصلتين ببعضهما من الطيور يطلق عليها اسم طيور الثرثار، في حين أن النوع الآخر هو طيور الثرثار الأسترالي من العائلة Pomatostomidae (ويطلق عليها كذلك اسم طيور شبيه الثرثار).
والتنوع المورفولوجي شديد للغاية، حيث تشبه معظم الأجناس "طيور الثرثار"، أو طيور جاي أو طيور السمنة المغردة. وتأتي هذه المجموعة بين عائلات الطيور من العالم القديم التي لها أكبر عدد ممكن من الأجناس التي ما زال يتم اكتشافها.

## وصلات خارجية
- Babbler videos on the Internet Bird Collection